# Seearbeitsgesetz
Das Seearbeitsgesetz (SeeArbG) ist ein gesonderter Bereich des deutschen Arbeitsrechts. Es „regelt die Arbeits- und Lebensbedingungen von Seeleuten an Bord von Kauffahrteischiffen, die die Bundesflagge führen“ in allen Gebieten der Welt (§ 1 Satz 1).
Das am 1. August 2013 wirksam gewordene Gesetz wurde zur Umsetzung des Seearbeitsübereinkommens der IAO und zur Umsetzung der Richtlinie 2009/13/EG erlassen und löste als „konstitutive Neufassung“ das Seemannsgesetz (SeemG) ab, das bis dahin die wesentliche Rechtsquelle des Seearbeitsrechts war.

## Seemannsgesetz
Das Seemannsgesetz diente zum einen dem Schutz des Seemannes, der fernab der Heimat nur schwer Unterstützung erfahren konnte, schränkte aber auch einige Grundrechte des GG insofern ein, als der Seemann für gewisse dienstliche Verfehlungen, die an Land nur zivilrechtlich von Belang wären, strafrechtlich verfolgt werden konnte. Der Seemann akzeptierte diese Grundrechtseinschränkungen mit der Unterschrift in der Musterrolle. Zuständig im Ausland war der jeweilige Deutsche Konsul, im Inland die Seemannsämter. Gerichtsort in Deutschland war die spezielle Kammer für Seerecht am Arbeitsgericht in Hamburg.
Es regelte:
- Rollen von Kapitän und Besatzung und deren Rechte und Pflichten,
- Arbeitsvertragsgestaltung, Sozialversicherung, Kündigung,
- Unterbringung, Mindestverpflegung nach der Speiserolle, Landgang, Urlaub,
- Arbeitsschutz, Arbeitszeit, Schutz von Frauen und Jugendlichen,
- Ordnung an Bord, Straftaten, Ordnungswidrigkeiten.

Auf europäischer Ebene regelt die Richtlinie 1999/63/EG die Arbeitszeit von Seeleuten. Wie alle europäischen Richtlinien hat sie keine unmittelbaren Rechtswirkungen für die EU-Mitgliedsstaaten, sondern muss von den einzelnen Mitgliedstaaten in nationales Recht umgesetzt werden. Die Frist für den Erlass einzelstaatlicher Umsetzungen war der 30. Juni 2006.

## Seearbeitsgesetz
Die Vorschriften des Seemannsgesetzes wurden neben zahlreichen Neuregelungen grundsätzlich in das Seearbeitsgesetz aufgenommen, jedoch erheblich modernisiert, ausgeweitet und näher an das übrige Arbeitsrecht angeglichen, etwa bei Urlaub (§§ 56–64), Kündigung (§§ 65–72) und Heimschaffung (§§ 73–78). Neu organisiert wurden außerdem die Feststellung der Seediensttauglichkeit (§§ 11–20), die Berufsausbildung an Bord (§§ 81–92) und die Vorgaben für Sicherheit, Gesundheitsschutz sowie für medizinische und soziale Betreuung der Seeleute (§§ 99–119). Die medizinische Betreuung durch den Reeder muss dem Stand der medizinischen Erkenntnisse genügen (§ 107 Abs. 2 Satz 4). 
Gemäß dem Seearbeitsübereinkommen wurden die Arbeitsvermittlung (§§ 24–27) und die Arbeitsinspektion neu geregelt. Die Flaggen- und Hafenstaatkontrolle umfasst nun auch die Befugnis zur Überprüfung der Arbeits- und Lebensbedingungen der Seeleute durch die Berufsgenossenschaft (§§ 129–144). Die Besatzungsliste (§ 22) muss detailliert die Zusammensetzung der Schiffsbesatzung wiedergeben. Da An- und Abmusterungen vor den Seemannsämtern nicht mehr stattfinden, wurden Musterrollen und Seefahrtbücher weitgehend obsolet. Neu eingeführt wurden die von der Reederei auszustellende Dienstbescheinigung (§ 33), die nicht mit einem Arbeitszeugnis verwechselt werden darf, und der amtliche, aber nicht gesetzlich vorgeschriebene Seeleute-Ausweis.
Durch die Durchsetzung der im Seearbeitsübereinkommen vereinbarten arbeits- und sozialrechtlichen Mindeststandards soll das Seearbeitsgesetz zu einem fairen Wettbewerb in der globalen Handelsschifffahrt beitragen.